# ザ・ジェッジジョンソン
ジェッジジョンソン（THE JETZEJOHNSON）は、日本を中心に活動するエレクトロ・ロックバンド。

## 音楽性
DTMやDAWで制作された所謂「打ち込み」をサウンドの土台としつつ、ライヴバンドの演奏と表現を融合させたサウンドが特徴。DTMを土台としているため、バンド・サウンドからEDMやフルオーケストラなど、アレンジの幅や表現が非常に広い音楽性となっている。DTMを用いるミュージシャンの多くがクラブシーンからの出自に対し、本バンドはライヴハウスシーンから生まれていることも大きな特徴である。ライヴ演奏に活動の主軸を置き、ライヴバンドとしての立ち位置を確立している。

## 略歴
正確な誕生年月日は長らく不明であったが、1995年7月19日がジェッジジョンソン誕生の日と発表される。中心人物である藤戸が学生時代に音楽活動の名義として「ジェッジジョンソン」を名乗った事が始まりといわれている。そこにメンバーが流動的に参加・脱退を繰り返して現在の編成となるため、一般的なバンドの様な結成日が存在しない。また、趣味レベルの活動状況であったにもかかわらず自主制作でアルバムを発表したり、当時から非常に熱狂的なコアユーザーが多く付いていた為に活動歴は長いと思われがちだが、実際に活動が本格化して音楽シーンで認知され始めたのは東京・下北沢の老舗レーベル・UKプロジェクトに所属してアルバム「デプス・オブ・レイヤーズ」シリーズを発売した2004年頃であり、ここがバンドの正式活動の始まりという見方が定説である。

## 結成から病気療養まで(-2010)
活動開始当初は、その当時としては特異な音楽性とドラム不在のメンバー編成によって「ドラムが居ないから打ち込み」と揶揄をされライヴハウスに出演を断られるなど、過酷な活動状況であったという。困窮した結果、「ライヴが出来るなら共演者のジャンルを選ばない」という方針を取るが、これがジャンル的な誤解に拍車をかけてしまい、長らく正当な評価をされる事が無かった。その後、東京・下北沢のライヴハウス「CLUB Que」の店長の目に止まり、全面的なバックアップを受けた事がきっかけで状況は一変する。下北沢を中心にライブ活動を精力的に行い、2004年にはUKプロジェクトと契約。同年に発表したアルバム『DEPTH OF LAYERS DOWNER』はカナダやブラジルなどのFMチャートやカレッジチャートに邦楽アーティストとしては初のトップ5にランクインし、海外で大きな評価を得た。2007年にthe pillows等が所属するレコード会社キングレコードが新たに設立したJ-ROCK部門のレーベル「UNITED TRAX」と契約し、遂にメジャーに進出する事となる。2008年にUNITED TRAX第一弾アーティストとしてアルバム『Discoveries』を発表。2009年2月には前作より10か月という短い期間でアルバム『12WIRES（トゥウェルブ・ワイアーズ）』を発表する。2010年5月にアルバム『SOLID BREAKS UPPER（ソリッドブレイクス・アッパー）』をリリース後、藤戸のソロプロジェクトとなる。2011年12月の代官山UNITで行われたワンマン公演に於いて病の治療による長期の活動休養を発表。

## 休養期間(2011-2014)
休養期間は楽曲提供やDJとしての活動に留まっていた。報告は主にTwitterのみで、後輩にあたるムックのギタリスト・ミヤが主催するクラブイベントなどに出演していた。この期間にアニメやCMなどの制作案件を別名義で多く手掛けた模様で、その際に培われた実績や人脈が現在のTwitterの相互フォロワーなどに色濃く見受けられる。休養当初は「音を聴くことさえ出来なかった」様子で、完全に音楽の世界から離れていた状況がうかがえる。
2013年5月4日の藤戸の誕生日、突如Twitterが更新され、新生ジェッジジョンソンのメンバー(※現在のメンバー)らしき画像が投稿された。その1ヶ月後の6月、試験運用の名目でサーキットイベントに出演。東京・渋谷のホール「WWW」にて、30分の短いステージながら復調の鱗片を見せた。

## 活動再開から現在(2015-)
2014年4月、代官山UNITで行われたワンマンで活動再開を宣言。ベーシストの西川響、キーボードの蓮尾理之が正式加入、ギターに大橋英之、ドラムに小池麻衣が参加して5人編成となる。2015年5月、実に5年振りとなるアルバム「テクニカルブレイクス・ダウナー」をリリースし、この作品がiTunes Storeオルタナティブチャートで初登場1位を記録する。同年にNTT docomoのnottvで放映されたライヴを映像化した作品「MILKMIX NITE 2014」をDVD形式で発売、12月にはインディーズ時代の名盤である「デプス・オブ・レイヤーズ」二部作のリマスター盤を発売する。
2016年5月、インディー時代にリリースしたアルバムの収録曲を抜粋し再録音を行った、二部作構成のインディーベスト盤「ストライクリビルド・アッパー」をリリースする。2017年の元旦、二部作の後編が、漫画家・鶴田謙二のイラストとともにSNS上で発表されると同時に、藤戸のソロプロジェクトとなるBatius（バティウス）のアルバムリリースがアナウンスされたが、その後に発売延期を繰り返し、ようやく2018年6月に二部作後編の「ストライクリビルド・ダウナー」、2018年7月にソロ・プロジェクトBatiusが発売となる。
元来メジャー志向では無く、メンバーがサラリーマンもしくは社会人であったため、結成以来宣伝を嫌い露出を避け続けていたが、メジャーアーティスト契約以降、雑誌インタビューやサマーソニックへの出演、ROCK IN JAPAN FESTIVAL、COUNTDOWN JAPANなどの日本国内最大級フェスへの参加など、露出を増やす傾向にある。また同時に坂本龍一と矢野顕子の実娘であるミュージシャン・坂本美雨や声優・緒方恵美や寺島拓篤への楽曲提供、パナソニックのCM音楽の制作や演劇集団キャラメルボックスの劇中歌を制作、2018年には東京スカイツリーを始めとするプラネタリウムの音楽・音響監督を担当するなど、プロデューサー、作詞家、作曲家として活動の場を広げている。

## メンバー
藤戸じゅにあ（ふじと じゅにあ）
ボーカル、ギター、サンプリング担当。東京都世田谷区出身。身長163cm。独身。
バンドの中心人物。アーティスト仲間からは「軍師」「名参謀」と呼ばれる。これは友人バンドの販促グッズ制作やイベント企画、バンドの方向戦略に無償でアイディアを提案する事から由来するが、本人は度々呼ばれることに「悪口だ」と否定的である。ジェッジ以外にも坂本美雨、活動再開後は声優・歌手である緒方恵美の楽曲制作者として知られ、近年はPEACEMAKER鐡の主題歌など、アニメも手掛けるようになっている。2011年には坂本美雨とユニット「Naked Lamp（ネイキッド・ランプ）」を結成、ライヴ活動を開始している。また、2017年からアンビエント系ミュージックを主体とした自身のソロプロジェクト・Batius（バティウス）を立ち上げ、アルバムをリリースしている。 ドラムンベース・アンビエント系DJとして、名義を伏せて都内のクラヴイベントに参加・活動している事がある。全ての楽曲の作詞・作曲を行うだけでなく、アレンジ、ミックスダウンやマスタリングまで担当し、ジャケットデザインや販売グッズの企画まで一貫して行っている。DTM黎明期からシーケンサーを使用して来たミュージシャンであるため、深いDTMの知識と技術を有し、音楽雑誌にて度々DTMの技術や手法を解説し、啓蒙活動を行っている。ジャンルと場所を選ばなかった初期の活動を色濃く反映し、非常に広範囲のジャンルのミュージシャンや芸能人と交友関係がある。また、インディーズ時代からサラリーマンとして勤務しながら音楽活動を行い、メジャーデビュー後も大手ゲーム会社に転職するという、実直な人物である。

西川響（にしかわ ひびき）
ベース担当。東京都出身。
2010年頃からサポートとして参加し、2014年に正式加入。藤戸や坂本美雨が通うヴォイストレーニングスクールで意気投合したと、当時のtwitterで語られている。ジェッジの他、ガールズバンド「SCANDAL（スキャンダル）」の楽曲制作者として、また近年はaccessの貴水博之や、声優の悠木碧と竹達彩奈の音楽ユニットpetit milady（プチミレディ）のサポートメンバーとして知られる。病気療養中の藤戸にとって良き相談相手として活動再開を手助け、藤戸からはtwitterやFacebook上で「先生」と呼ばれている。既婚者であり、CLUBQueで行われたライヴハウス周年イベントでは、実娘が写真に登場している。

大橋英之（おおはし ひでゆき）
ギター担当。ベースの西川と旧知の仲であり、それが縁となって2010年頃からサポートとしてジェッジジョンソンに参加。ジェッジの他、バンド「黒夢」やニコニコ動画で人気を博す男性5人組アーティスト「ROOT FIVE」のギタリストとしても活動する。

小池麻衣（こいけ まい）
ドラムス担当。下北沢を中心に活動する多くのバンドに参加し、バンドの先輩にあたる藤戸の誘いを受けてジェッジジョンソンに参加する。昼夜問わず藤戸と行動を共にする姿がTwitterに掲載されている通り、良き理解者としてバンドを支えている。

## 過去に在籍したメンバー/サポートメンバー
蓮尾理之（はすお まさゆき）
キーボード担当。新潟県出身。2013-2016在籍。
School Food Punishmentのキーボードとして活動後、School Food Punishmentが活動を停止した後、ジェッジジョンソンに参加。2014年に正式加入し「テクニカルブレイクス・ダウナー」「ストライクリビルド・アッパー」の共同制作に携わる。2017年元旦、正式メンバーからの脱退がアナウンスされる。脱退の発表に際し、藤戸は「病気療養から公私ともに支え、音楽の世界に呼び戻した立役者」として敬意を表する発言をTwitterに投稿している。

 タナカジュン（たなか じゅん）
 ドラムス担当。東京都出身。2005-2011在籍。
 ロックバンド「Gash」のドラムとしての在籍時、交遊の深かったジェッジジョンソンに2005年頃からサポートドラマーとして参加する。現在も藤戸のブログやTwitterで度々登場する時がある。

中沢大介（なかざわ だいすけ）
ベースライン担当。東京都渋谷区出身。身長176cm。
藤戸の後輩にあたる。ジャケットなどの担当パートの表記は何故か「ベース」ではなく「ベースライナー」と必ず表記されている。

池橋壮一（いけはし そういち）
ギター担当。大阪府池田市出身。身長181cm。
ジェッジ以外にもテクノポップユニット「Sweet Vacation」のサポートギターとして参加している。

## 備考
- メンバーの中でボーカルの藤戸はSNS投稿が特に多く、特にTwitterが投稿の大部分を占める。個人的な生活実況も含めて頻繁に投稿している。
- 一般販売の曲以外にも、音楽に特化したSNSサイト「Soundcloud」上で未発表曲や製作途中のデモ・ソングなどを無料で公開し、一部がダウンロード出来る。
- ボーカルの藤戸は大のマクドナルド愛好家であり、年間に15万円以上もマクドナルドに使っている事をtwitterなどで告白している。
- マクドナルド愛好家ゆえか、マクドナルドがYahoo!トップページに掲載したバナー広告のリンクミスをいち早く発見したツイートが「ねとらぼ」やtogetterなどに取り上げられるという事態になったことがある。[1]
- かなりの酒豪で、交友関係のアーティストのSNSやライヴハウスのブログでは度々「関東一の酒豪」と、アルコールに対する強靭さを解説されている。
- 非常に広範囲の交友関係があり、ジャンル・業界を問わず多くの親交がある。Twitterでは女優の鈴木杏や「演劇集団キャラメルボックス」など、演劇関係者とも会話を頻繁に交わしている。
- ライヴに於ける音響担当は群馬のライヴハウス「Club FLEEZ」のオーナーが務めるなど、音楽業界やライヴハウス関係者など、玄人からの支持が非常に篤い。
- インディーズ初期はcali≠gariやMUCCとは先輩後輩の間柄として、ともに共演していた時期がある。現在もMUCCのメンバーが主催するクラヴイベントに出演するなど、繋がりは非常に深い。
- 「今はまだ自分に価値が無い。もっと自分に自信が持てるようになった時に書く」という理由でサインが存在しない。稀にサインの代わりに、英字体では無い「漢字の清書」で書く事がある。唯一の英字体でのサインは東京・下北沢の居酒屋ダイニング「マンテンパパ」に飾られており、これが現存する唯一の公式サインである。
- 特異な音楽性と初期の無差別な活動スタンスによってジャンル的に誤解をされ続けたアーティストであるが、極め付きはパンク・ラウド系の大型フェスティバル「INDIPENDENCE-D」に主催者側の誤解なのか、何故か出演しているという経歴がある。
- 活動当初はメジャー志向のバンドでは無く、過去にメジャーリリースの話を断った事をブログで語っている。
- 黒夢のボーカリスト「清春」がプロデュースするファッションブランド「charm cult」の初期WEBサイトのデザイン・ディレクションを行っていた。(2013年のライヴのMCより)

## 機材
ライヴに於ける機材群は、音楽雑誌などから「要塞」と呼称されている。これは特に藤戸のポジションを囲む様に配置された、おびただしい特注の機材ラックの様子を表している言葉である。活動再開からは要塞は登場せず、コンパクトなシステムに変貌している。ライヴに於けるシーケンサーはMOTU社製のDigital Performerを使用し、特注のラックにはメンバー全員のワイアレスイヤーモニタリングシステムをコントロールするシステムがマウントされている。メインキーボードはRoland社のシンセサイザー「V-Synth GT」が使用されているが、鍵盤として演奏するのでなく、主にヴォコーダーと赤外線コントロール「D-Beam」に特化して使用されている。近年はV-Synthではなく、メーカー不明のプロトタイプのヴォコーダーソフトをPCで稼働させている。
また、藤戸がライヴ時に使用するギター「フェンダー・サイクロン」は米国フェンダー社のマスタービルダー・ジェイソン・スミスが彼の為に制作した、世界で唯一存在するマスタービルダーモデルの冠を持ったフェンダー・サイクロンであり、非常に希少なギターである。

## 作品
| 年度 | 種別            | 作品名 |
| --- | --------------- | --- |
| 2018 | ミニアルバム    | PUBLIC PREVIEW 2018（パブリック・プレビュー・2018） - 発売予定のアルバムからセレクトされた曲が収録。 - ライヴ会場で当日のみ発売された為、現在は入手が困難なっている。 |
| 2018 | シングル        | 掴んだ影を離さぬように - 「PEACEMAKER鐡」の劇場アニメ主題歌として発売 - 発売元はランティス。バンド名義の作品に収録されておらず、「PEACEMAKER鐡」サウンドトラックにのみ収録されている。 |
| 2018 | アルバム        | STRIKE ReBUILD DOWNER（ストライクリビルド・ダウナー） - インディー時代の作品を再録音、再編集、再マスタリングしたインディーベスト盤の後編。 - ジャケットは鶴田謙二が描き下ろしている。 - バンドとして2度目のiTunes Storeオルタナティブチャート1位を獲得している。                                     |
| 2018 | シングル        | Rust（ラスト） - 「PEACEMAKER鐡」の劇場アニメ主題歌として発売 - 「ストライクリビルド・ダウナー」に収録されているが、このシングルのみ発売元はランティスとなっている（アルバムの発売元はキングレコード）                                                                                               |
| 2017 | ミニアルバム    | PUBLIC PREVIEW 2017（パブリック・プレビュー・2017） - インディーリメイクである「ストライク・リビルド」2部作に収録されなかった楽曲が収録。 - 現在も公式オンラインストア上で稀に販売されることがある。                                                                                                 |
| 2016 | アルバム        | STRIKE ReBUILD UPPER（ストライクリビルド・アッパー） - インディー時代の作品を再録音、再編集、再マスタリングしたインディーベスト盤の前編。 - ジャケットイラストは鶴田謙二が書き下ろしている。 |
| 2015 | アルバム        | DEPTH OF LAYERS DOWNER REMASTERING（デプス・オブ・レイヤーズ・ダウナー・リマスタリング） - UKプロジェクトからリリースした音源を再ミックスダウン、再マスタリングした作品。 - ジャケットイラストは鶴田謙二が書き下ろしている。                                                                         |
| 2015 | アルバム        | DEPTH OF LAYERS UPPER REMASTERING（デプス・オブ・レイヤーズ・アッパー・リマスタリング） - UKプロジェクトからリリースした音源を再ミックスダウン、再マスタリングした作品。 - ジャケットイラストは鶴田謙二が書き下ろしている。                                                                          |
| 2015 | 映像作品(DVD)   | MILKMIX NITE DVD 2014 - NTT docomo「nottv」で放映されたライヴ映像を収録。 |
| 2015 | アルバム        | TECHNICAL BREAKS DOWNER（テクニカルブレイクス・ダウナー） - ジャケットイラストは鶴田謙二が書き下ろしている。 - バンドの活動史上、初めてiTunes Storeオルタナティブチャートで初登場1位を獲得している。                                                                                                 |
| 2014 | ミニアルバム    | 無題（通称：ホワイトアルバム） - 当初発売予定だった「テクニカルブレイクス・ダウナー」が諸々の事情で延期となり、急遽会場限定で発売された。 - 2016年まで公式オンラインショップで入手可能だった。 |
| 2010年から2014年にかけて、藤戸の病気療養による活動休止期間中は Soundcloudにて無料ダウンロード形式で作品のデモやリミックスが発表されている。 現在は入手不可の音源が多い。 |                 | |
| 2010 | アルバム        | SOLID BREAKS UPPER（ソリッドブレイクス・アッパー） |
| 2010 | シングル        | Tomorrow（トゥモロー） |
| 2009 | アルバム        | 12WIRES（トゥウェルブ・ワイアーズ） - 初回限定盤はデジパック仕様で、MV収録のDVDが付属。 |
| 2008 | アルバム        | Discoveries（ディスカバリーズ） - メジャーデビュー作品。初回特典はDVDが封入。 - 初回限定盤はDVDケースサイズの特殊ジャケット仕様。 - 内装ジャケットのイラストは鶴田謙二が担当している。 |
| 2007 | シングル        | Tide of Memories（タイド・オブ・メモリーズ） - 発売元はBELLWOOD RECORDSとなっているがデビュー作の扱いでは無く発売された。 - DVDケースサイズの特殊ジャケット仕様。 |
| 2007 | シングル        | QUIT and REBOOT EP（クイット・アンド・リブート・イーピー） |
| 2006 | ミニアルバム    | Half World（ハーフ・ワールド） |
| 2006 | シングル        | OLIFANT（オリファント） - 会場限定シングルとして販売された為か、流通数が非常に少なく、希少価値が高い。 |
| 2005 | 映像作品（DVD） | MILKMIX NITE QUATTRO - 下北沢ハイラインレコーズを中心に販売が行われていた。 |
| 2005 | シングル        | Remixed LAYERS（リミックスド・レイヤーズ） - 下北沢ハイラインレコーズ限定で発売された。 |
| 2004 | アルバム        | DEPTH OF LAYERS DOWNER（デプス・オブ・レイヤーズ・ダウナー） - UKプロジェクトからリリース - 海外で非常に高い評価を受け、カナダのカレッジFMチャート「CIUT」で日本人として初の2位を獲得。その後、フランス・ブラジルでもチャートTOP5にランクインする。 - ジャケットイラストは鶴田謙二が書き下ろしている |
| 2004 | アルバム        | DEPTH OF LAYERS UPPER（デプス・オブ・レイヤーズ・アッパー） - UKプロジェクトからリリース - ジャケットイラストは鶴田謙二が書き下ろしている。 |

## 自主制作盤
| 年度 | 種別            | 作品名 |
| ---- | --------------- | --- |
| 2003 | 映像作品（DVD） | MILKMIXNITE LIVE DVD - 下北沢ハイラインレコーズを中心に販売が行われていた。 |
| 2003 | シングル        | Ridham M（リッダム・エム） |
| 2002 | シングル        | DIVA（ディーヴァ） - クレジットカード型サイズのCDとして、当時の音楽業界で話題を呼んだ。 - 制作原価が販売定価を大幅に上回り「売れれば売れるほど赤字になる」というシングルであったらしく、藤戸曰く「人生が傾くぐらいの赤字を背負った失敗」と発言している。 |
| 2001 | ミニアルバム    | FIGRE 3A（フィギュア・サードエー） |
| 2001 | アルバム        | Garbadian Strike（ガルバディアン・ストライク） - 2008年まで一般CDショップに流通していた。 |
| 2000 | アルバム        | MILKMIX（ミルクミックス） - クレジットはジェッジジョンソンとなっているが、実際は当時のメンバーで固まる以前に藤戸が一人で制作した音源である。 - ジャケットはピンク(全国流通盤)と黄色(初回限定盤)の2種類が存在する。隠しトラックの収録内容が若干異なる。   |
| 1999 | ミニアルバム    | Marvelous EP（マーヴェラス イーピー） |

### 関連するSNS
- JETZE.NET - 公式サイト。
- Twitter-藤戸じゅにあ（@JETZEJOHNSON）のアカウント。
- 料理の別人-公式サイト内にある、藤戸じゅにあのブログ。
- YouTube[1]-プロモーションビデオやライヴ映像、デモ曲が公開されている。
- Instagram-藤戸じゅにあのインスタグラム。
- SoundCloud - 未発表曲やデモソングがダウンロード可能。2018年現在、更新が停止している。
- Facebook- 2018年現在、ページは消滅しており、藤戸じゅにあのアカウントのみとなっている。

### 関連ページ
- ナタリー・特集インタビュー「藤戸じゅにあ×緒方恵美」（外部リンク）
- ナタリー・特集インタビュー「藤戸じゅにあ×坂本美雨」（外部リンク）
- CLUB Que 15周年記念対談「ロックが好きで良かった」（外部リンク）-シーナ&ザ・ロケッツ、怒髪天の増子直純、延原達治との対談。「男気の強い性格」という素顔が語られている。
- CLUB251 BLOG（外部リンク）-藤戸を「軍師」と呼ぶ所以が垣間見える。

1. ↑  THE JETZEJOHNSONジェッジジョンソン (2018-05-09), ジェッジジョンソン「ストライク・リビルド【ダウナー】」 2018年5月26日閲覧。